# Arp 329
Arp 329 = HCG 55 ist eine interagierende Galaxiengruppe im Sternbild Drache, die schätzungsweise 700 Millionen Lichtjahre von der Milchstraße entfernt ist. Halton Arp gliederte seinen Katalog ungewöhnlicher Galaxien nach rein morphologischen Kriterien in Gruppen. Diese Galaxiengruppe gehört zu der Klasse Ketten von Galaxien.
| Bezeichnung | α J2000.0     | δ J2000.0    | Morphologischer Typ | mV   | Winkelausdehnung | Entfernung (Mio. Lj.) |
| ----------- | ------------- | ------------ | ------------------- | ---- | ---------------- | --------------------- |
| HCG 55A     | 11h 32m 06,9s | +70° 48′ 56″ | SA0 pec:            | 16   | 0,44' × 0,43'    | 723                   |
| HCG 55B     | 11h 32m 05,6s | +70° 48′ 24″ | E pec:              | 16,9 | 0,26' × 0,23'    | 706                   |
| HCG 55C     | 11h 32m 05,7s | +70° 48′ 39″ | SBa pec:            | 17,4 | 0,57' × 0,38'    | 697                   |
| HCG 55D     | 11h 32m 06,8s | +70° 49′ 16″ | S0                  | 17,6 | 0,27' × 0,22'    | 723                   |
| HCG 55E     | 11h 32m 07,4s | +70° 49′ 07″ | S;N galaxy          | 18,0 | 0,22' × 0,17'    | 1652                  |